# Une fille et des fusils
Une fille et des fusils is een Franse misdaadfilm uit 1965 onder regie van Claude Lelouch. Destijds werd de film uitgebracht onder de titel Het meisje en de geweren.

## Verhaal
Vier arbeiders en hun doofstomme vriendin besluiten een misdaad te plegen. Ze maken een studie van de vergissingen en slordigheden van misgelopen misdaden uit het verleden. Vervolgens gaan ze trainen voor hun grote slag.

## Rolverdeling
| Acteur             | Personage               |
| ------------------ | ----------------------- |
| Janine Magnan      | Janine Magnan / Martine |
| Jean-Pierre Kalfon | Jean-Pierre Kalfon      |
| Jacques Portet     | Jacques Portet          |
| Amidou             | Amidou                  |
| Pierre Barouh      | Pierre Barouh           |